# Štěpán Pohrobek
Štěpán Pohrobek (1236 Wehrda, místní část Marburgu, Hesensko; † po 10. dubnu 1271, Benátky) byl poslední syn a pohrobek krále Ondřeje II. Uherského a jeho třetí manželky Beatrix d'Este.

## Život

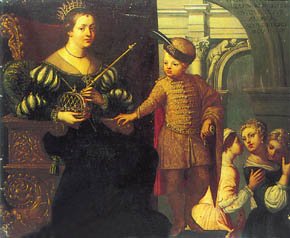
Manželka Tomasina Morosini se synem a budoucím uherským králem Ondřejem III.

Byl považován za nemanželské dítě své matky s některým ze svých o mnoho let starších bratrů [zdroj⁠?!]:, včetně krále Bély IV., a proto neměl povoleno přijímat vévodské příjmy z Uherska, na které by měl jako králův syn nárok.
- Poprvé se oženil se s vdovou Isabelou Traversani, se kterou měl krátce žijícího syna Štěpána.
- Druhou manželkou se stala benátská kněžna Tomasina Morosini. V roce 1886 byla nalezena Štěpánova závěť z 10. dubna 1271, podle které se post quem datuje jinak nedoložené datum jeho smrti. Byl pohřben do rodinné hrobky Morosiniů v kostele San Michele na stejnojmenném ostrově v Benátkách.

Jejich syn se později stal uherským králem Ondřejem III. Kromě něj měl Štěpán ještě dva nemanželské syny neznámých jmen a osudů.